# Nagurus verhoeffi
Nagurus verhoeffi is een pissebed uit de familie Trachelipodidae. De wetenschappelijke naam van de soort is voor het eerst geldig gepubliceerd in 1952 door Arcangeli.